# Ністру (Румунія)
Ністру (рум. Nistru) — село у повіті Марамуреш в Румунії. Адміністративно підпорядковане місту Теуцій-Мегереуш.
Село розташоване на відстані 418 км на північний захід від Бухареста, 11 км на північний захід від Бая-Маре, 105 км на північ від Клуж-Напоки.

## Населення
За даними перепису населення 2002 року у селі проживали 1088 осіб.
Національний склад населення села:
| Національність | Кількість осіб | Відсоток |
| -------------- | -------------- | -------- |
| румуни         | 870            | 80,0%    |
| угорці         | 165            | 15,2%    |
| цигани         | 52             | 4,8%     |

Рідною мовою назвали:
| Мова      | Кількість осіб | Відсоток |
| --------- | -------------- | -------- |
| румунська | 951            | 87,4%    |
| угорська  | 135            | 12,4%    |